# Estadio Nacional (Nicaragua)
Het Estadio Nacional de Fútbol is een voetbalstadion in Managua, Nicaragua. Het stadion wordt gebruikt door het nationaal voetbalelftal van Nicaragua. De officiële opening, in aanwezigheid van toenmalig FIFA-president Sepp Blatter, vond plaats op 14 april 2011. Het stadion heeft een capaciteit van 15.000 toeschouwers.